# オオハタネズミ
オオハタネズミ（Alexandromys fortis）は、キヌゲネズミ科に属するネズミ。中国に広く生息するネズミである。標準和名ヨシハタネズミ。

## 名称
中国では東方田鼠、長江田鼠などともいう。

## 形態
一般のハタネズミより若干大きい。頭は丸く大きい。体長12-15cm。口先は短く、頬袋を持ち、大きく膨らませることができる。耳は毛に隠れるくらい短く丸い。尾の長さは体長の1/3の長さより若干長い。メスの乳頭は4対。茶褐色の毛が手や足にも生えている。頭から尻にかけての毛は濃い茶褐色で、側面はやや薄い。腹部の毛は白い。

## 生態

### 生息地域
中央ユーラシア大陸、中国、朝鮮半島にかけて生息する。
中国では北は黒龍江省から南は広東省まで幅広く生息する（黒龍江、吉林、遼寧、内モンゴル、山東、陝西、寧夏、安徽、江蘇、上海、浙江、江西、湖北、湖南、貴、広西、広東、福建等の省、市、自治区）。

### 生息環境
オオハタネズミは、窪地や水のある場所、草のよく茂った場所、軟らかい土壌を好む。主に稲田、湿原、砂地、林地に生息する。オオハタネズミの巣穴の特徴は一箇所に沢山のトンネル口を持つが浅い。構造は簡単なものである。一本のトンネルの出入り口は地形によって数個から十数個と異なる。洞庭湖に作った巣穴の中には80個以上もの出入り口があったものもある。

### 習性
昼夜とも外で活動するが、夜の活動のほうが多い。水泳が得意で潜水も可能。植物の緑の部分を主食にするが、種子や樹皮、穀物、野菜等の作物を食べる時もある。特に水分の多い瓜類やサツマイモ、クワイの球茎などを好む。昆虫を食べるときもある。

### 繁殖
洞庭湖東のオオハタネズミは冬と春に繁殖する。一匹のメスは一年に2-4回出産し、1回の出産で4-11匹の子を産む。

## 人への害
2007年6月に中国の洞庭湖周辺で約20億匹ものオオハタネズミが大移動。現地の農作物に多大な被害をもたらした。大量発生は三峡ダムの工事が原因と思われる。